# Brettidol

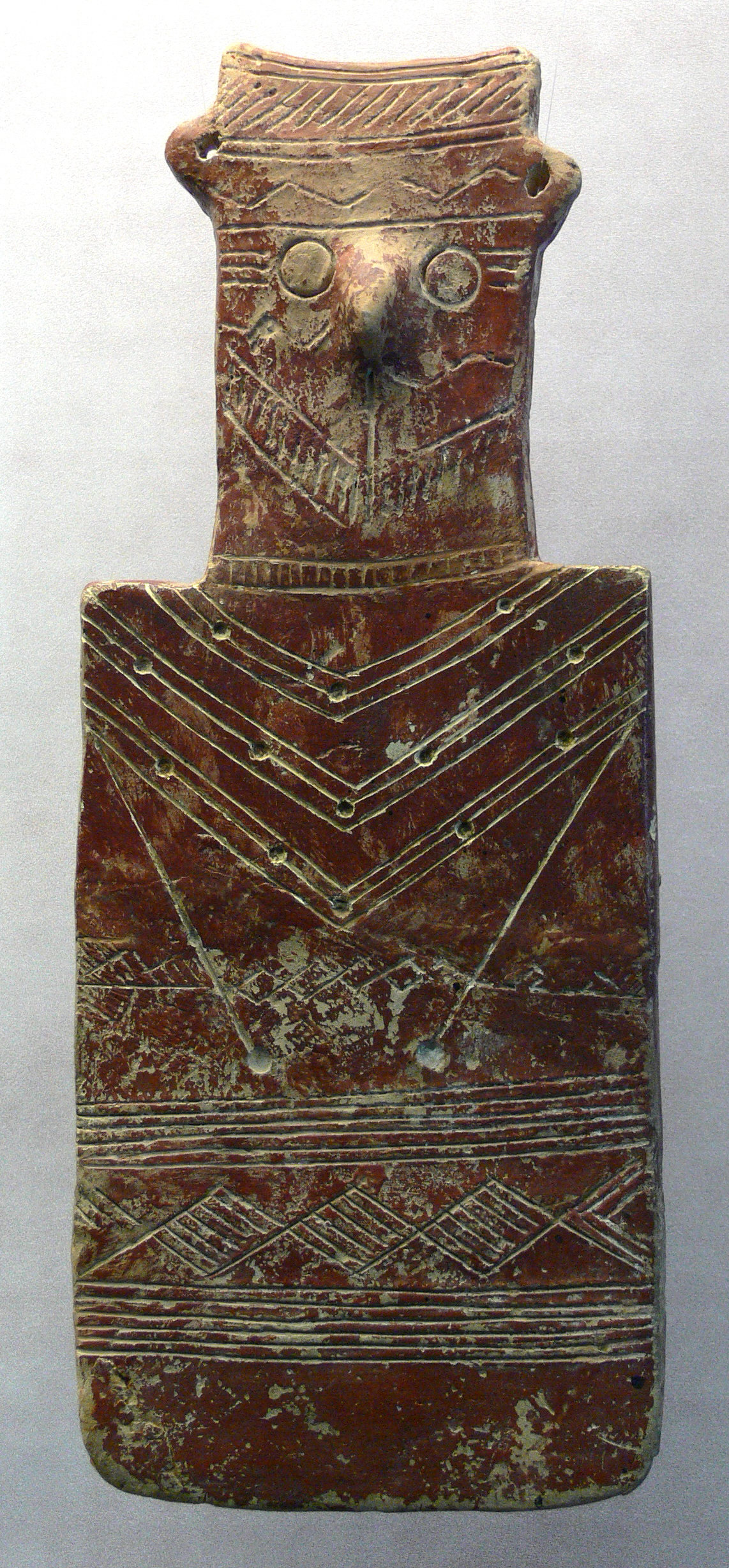
Zyprisches Brettidol der Red polished ware (2100–2000 v. Chr.); heute im Museum zu Allerheiligen.

Brettidole sind eine spezielle Statuettenform, die zu Beginn des 2. Jahrtausends v. Chr. in der Bronzezeit auf Zypern aufkam. Es sind ausdrucksvolle, abstrakte, verzierte Figurinen mit flachen, rechteckig geformten Körpern aus Ton, die weibliche Gottheiten darstellen. Das männliche Gegenstück sind die Barrengötter, die auf Ochsenhautbarren stehend dargestellt werden.
Die arm- und beinlosen Idole sind vermutlich aus älteren Holzbrettidolen (griech. Xoana) hervorgegangen. Brettidole wurden im ländlichen Böotien und in Attika noch bis ins 6. Jahrhundert v. Chr. hergestellt und ihre hölzernen Vorbilder lassen sich bis ins 3. Jahrtausend v. Chr. zurückverfolgen. Im Altertum waren Idole Gegenstand häuslicher Verehrung.